# Fabian Jeker
Fabian Jeker (Füllinsdorf, 28 novembre 1968) è un dirigente sportivo ed ex ciclista su strada svizzero. Professionista dal 1991 al 2005, dal 2016 è direttore sportivo del team femminile Cervélo-Bigla.

## Carriera
Passato professionista nel 1991 con la Helvetia-La Suisse, vi corre due stagioni prima di passare alla Castorama. Nel 1995 firma con il Team Festina, con il quale gareggia fino al 2000. Dalla stagione successiva corre per la portoghese Milaneza-MSS. Dal 2004 fino al ritiro nel 2005 corre infine per la Saunier Duval-Prodir.

## Palmarès
- 1991 (Helvetia, una vittoria)

Gran Premio di Mendrisio
- 1992 (Helvetia, una vittoria)

Classifica generale Vuelta a Galicia
- 1995 (Festina-Lotus, una vittoria)

7ª tappa Critérium du Dauphiné Libéré
- 1996 (Festina-Lotus, due vittorie)

Escalada a Montjuïc
5ª tappa Troféu Joaquim Agostinho
- 1998 (Festina-Lotus, una vittoria)

Escalada a Montjuïc
- 2000 (Festina, una vittoria)

Escalada a Montjuïc
- 2001 (Milaneza-MSS, 5 vittorie)

Classifica generale Volta a la Comunitat Valenciana
1ª tappa Gran Prix do Minho
8ª tappa Giro del Portogallo
14ª tappa Giro del Portogallo
Classifica generale Giro del Portogallo
- 2002 (Milaneza-MSS, 4 vittorie)

3ª tappa Volta ao Alentejo
1ª tappa Grand Prix do Minho
5ª tappa Grand Prix do Minho
Classifica generale Gran Prix do Minho
- 2003 (Milaneza-MSS, sei vittorie)

1ª tappa Parigi-Nizza
4ª tappa Vuelta a Asturias
Classifica generale Vuelta a Asturias
3ª tappa Troféu Joaquim Agostinho
5ª tappa Troféu Joaquim Agostinho
Classifica generale Troféu Joaquim Agostinho
- 2004 (Saunier Duval-Prodir, una vittoria)

4ª tappa Tour de Romandie

## Piazzamenti

### Grandi Giri
- Giro d'Italia

1994: ritirato (19ª tappa)
1995: ritirato (14ª tappa)
1997: 31º
1998: 49º
- Tour de France

1992: ritirato (13ª tappa)
1993: 79º
1995: 68º
1999: 57º
- Vuelta a España

1996: 22º
1997: 25º
1999: ritirato (15ª tappa)
2000: 25º
2001: 71º
2002: 13º
2003: 65º
2004: ritirato (10ª tappa)

### Classiche monumento
- Milano-Sanremo

1992: 93º
1993: 31º
1994: 72º
1998: 34º
2000: ritirato
- Parigi-Roubaix

1992: 84º
- Giro delle Fiandre

2000: ritirato
- Liegi-Bastogne-Liegi

1993: 40º
2000: 68º
2005: 52º
- Giro di Lombardia

1991: 17º
1994: 33º
1996: 2º
1997: 42º
2004: 31º

### Competizioni mondiali
- Campionati del mondo

Stoccarda 1991 - In linea Professionisti: 49º
Benidorm 1992 - In linea Professionisti: ritirato
Oslo 1993 - In linea Professionisti: ritirato
Catania 1994 - In linea Elite: ritirato
Lugano 1996 - In linea: 21º
San Sebastián 1997 - In linea: ritirato
Valkenburg 1998 - In linea: ritirato
Plouay 2000 - In linea: 44º
Hamilton 2003 - In linea Elite: 75º
Verona 2004 - In linea Elite: 60º